# أربا مينش
أربا مينش (بالأمهرية: አርባ ምንጭ)‏ هي مدينة في جنوب إثيوبيا. تعني «40 ينبوعًا» نشأ الاسم من وجود أكثر من 40 نبعًا. كانت تقع في منطقة جامو التابعة للأمم والجنسيات والشعوب الجنوبية على بعد حوالي 500 كيلومتر جنوب أديس أبابا، على ارتفاع 1285 مترًا فوق مستوى سطح البحر. تحتوي هذه المدينة على الكثير من الهدايا الطبيعية بما في ذلك الجسر الذي قدمه الله وسوق التماسيح والفواكه والخضروات المختلفة والأسماك المختلفة المستزرعة من بحيرات شامو والعباية وأكثر من 40 ينبوعًا وحبوبًا ومحاصيل مختلفة، ومن المدهش وجود بحيرتين كبيرتين عباية و شامو، على التوالي، بجوار بحيرة تانا، إلخ. وهذا يجعل المدينة نقطة جذب للسياحة المحلية والدولية.